# Isländische Eishockeyliga 2017/18
Die Saison 2017/18 war die 27. Spielzeit der isländischen Eishockeyliga, der höchsten isländischen Eishockeyspielklasse.  Meister wurde Skautafélag Akureyrar, der im Finale den Vorjahressieger Esja Reykjavík mit 3:0 Spielen besiegte.

## Modus
In der Hauptrunde absolvierten die vier Mannschaften jeweils 24 Spiele. Die beiden bestplatzierten Mannschaften qualifizierten sich für das Meisterschaftsfinale. Für einen Sieg nach regulärer Spielzeit erhielt jede Mannschaft drei Punkte, für einen Sieg nach Overtime zwei Punkte, bei einer Niederlage nach Overtime gab es einen Punkt und bei einer Niederlage nach regulärer Spielzeit null Punkte.

## Hauptrunde
| Pl. |                              | Sp | S  | OTS | OTN | N  | Tore   | Punkte |
| 1.  | Skautafélag Akureyrar        | 24 | 18 | 2   | 2   | 2  | 165:82 | 60     |
| 2.  | Esja Reykjavík               | 24 | 14 | 3   | 2   | 5  | 124:81 | 50     |
| 3.  | Ísknattleiksfélagið Björninn | 24 | 11 | 0   | 1   | 12 | 112:97 | 34     |
| 4.  | Skautafélag Reykjavíkur      | 24 | 0  | 0   | 0   | 24 | 54:195 | 0      |

Sp = Spiele, S = Siege, N = Niederlagen, OTS = Overtime-Siege, OTN = Overtime-Niederlage

## Finale
- Skautafélag Akureyrar – Esja Reykjavík 3:0 (8:5, 5:4 OT, 6:2)